# Forgó Ferenc

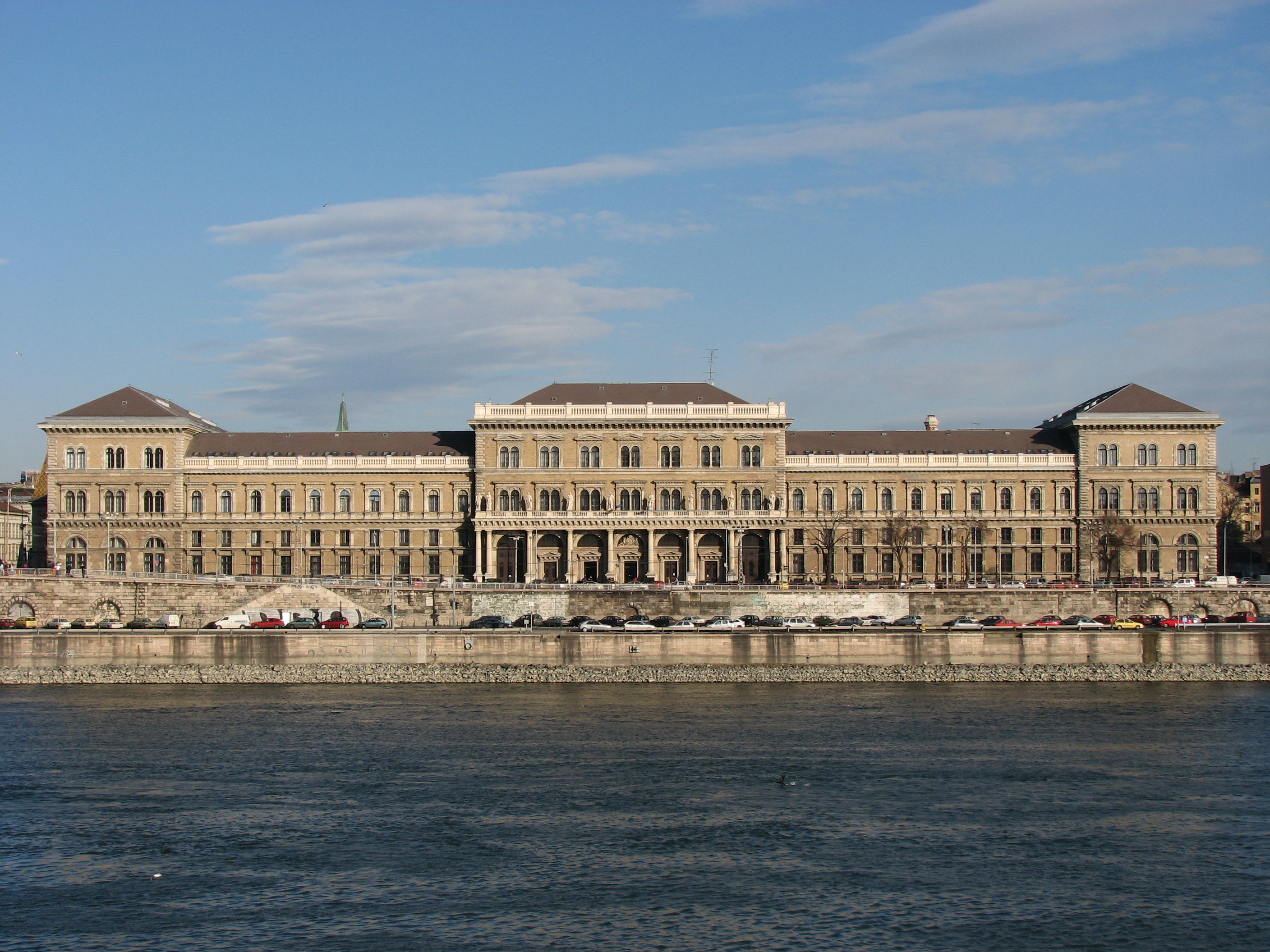
1965 óta tanít a Budapesti Corvinus Egyetemen

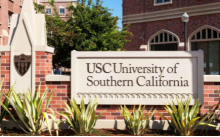
1970-ben Ford ösztöndíjjal egy évet dolgozott az University of Southern California Egyetemen

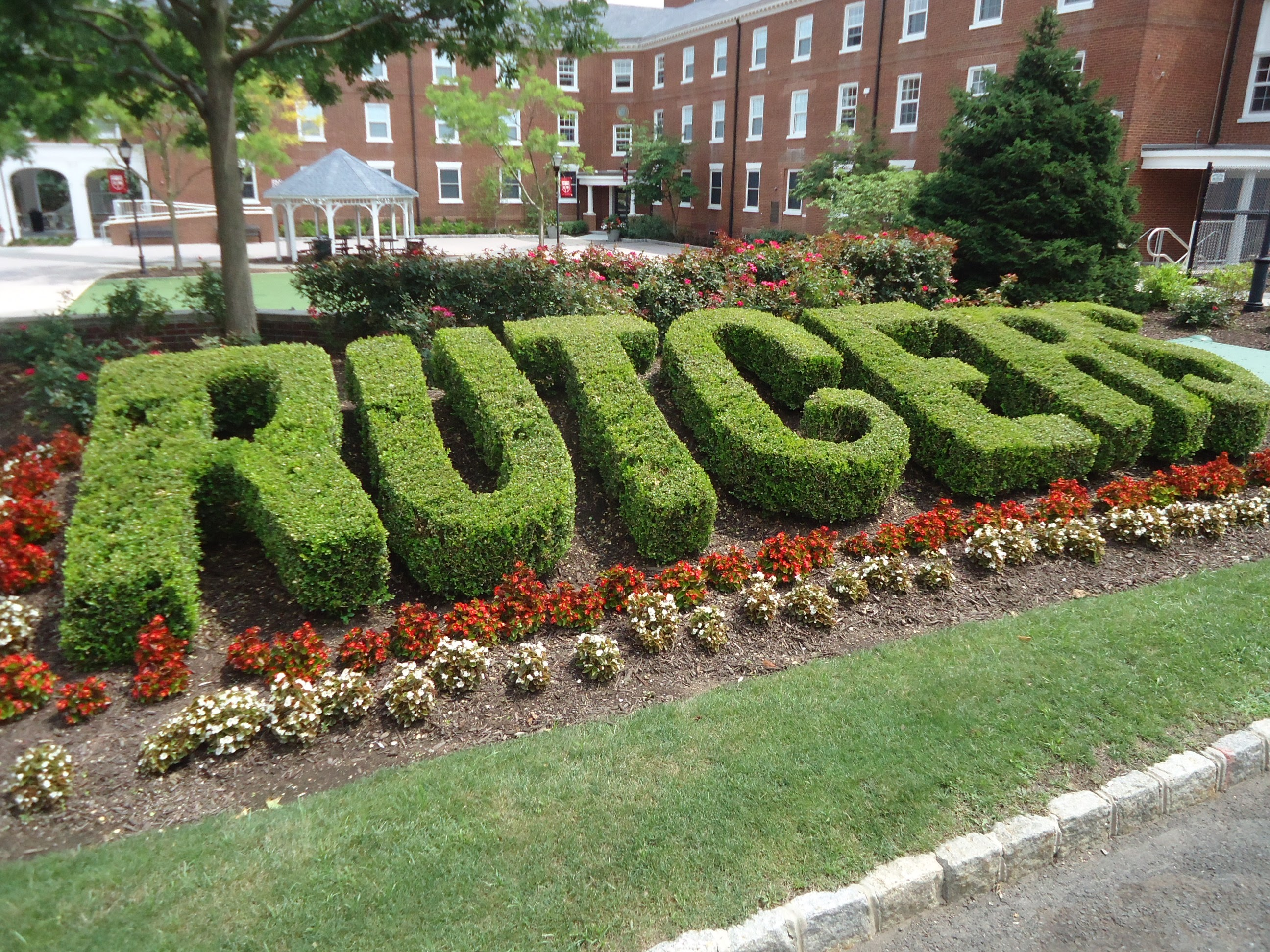
1985–1986-ban a Rutgers Egyetem Matematika tanszékének vendégprofesszora volt

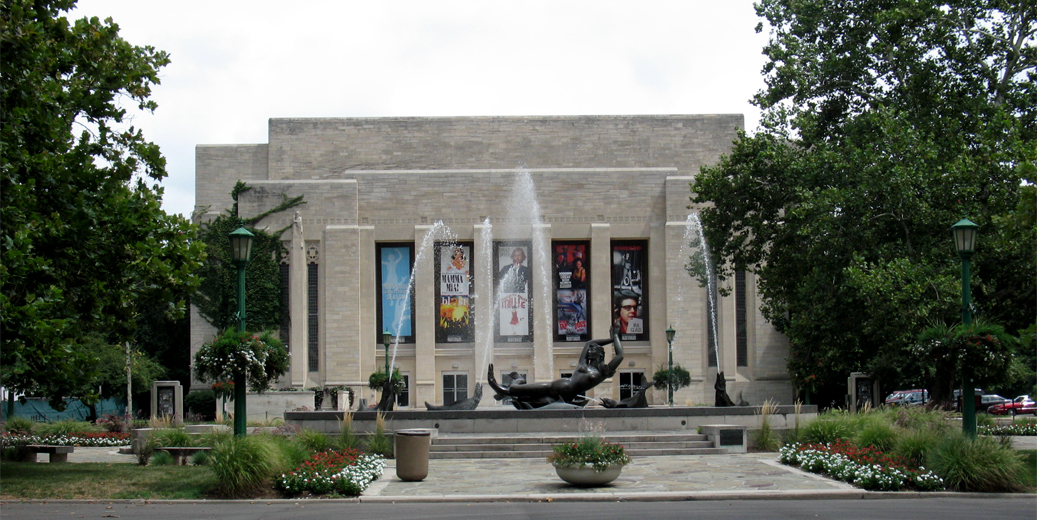
1991 és 2000 között az Indianai Egyetem (Bloomington, USA) Business Schooljának gondozásában futó Partnership Program megtervezésében és működtetésében vett részt vezető oktatóként

Forgó Ferenc (Pécs, 1942. április 16. –) magyar matematikus, közgazdász, a matematikai közgazdaságtan játékelméleti területének kiemelkedő kutatója és oktatója, a Budapesti Corvinus Egyetem professor emeritus tanára.

## Szakmai pályafutása
Gimnáziumi tanulmányait a Pécsi Nagy Lajos Gimnáziumban végezte. 1960 és 1965 között a Marx Károly Közgazdaságtudományi Egyetemen (MKKE) tanult, az akkor indult terv-matematika szakon az elsők között szerzett diplomát. Egyetemi hallgatóként a Matematika Tanszék demonstrátora, majd végzettként tanársegédje volt. 1970-ben egy évet töltött a Ford-alapítvány ösztöndíjasaként az Egyesült Államokban, a Los Angeles-i Dél-kaliforniai Egyetemen. 1974-ben lett a közgazdaságtudomány kandidátusa. Azértekezésének a címe: Nemlineáris programozási problémákról. 1967. Az MTA doktora címet játékelméleti témájú disszertációjával 2015-ben szerezte meg.

## Munkahelyei, vezetői megbízatásai
1970 és 2012 között a Budapesti Corvinus Egyetemen (BCE) és jogelődein dolgozott tanársegédi (1965–1969), adjunktusi (1970–1975), docensi (1976–1990) majd egyetemi tanári (1991–2012) beosztásban a Matematika Tanszéken és annak jogutódain, jelenleg az Operációkutatás és Aktuáriustudományok Tanszék professor emeritusa. Az 1976-ban megalakult és 1995-ig működő Matematikai és Számítástudományi Intézet igazgató-helyettese (1987–1988), majd igazgatója (1989–1995), 1996 és 2000 között az Operációkutatás tanszék vezetője volt.

## Oktatói munkássága
Oktatómunkája elején az akkori gyakorlatnak megfelelően a tanszék által oktatott valamennyi matematikai alaptárgyat tanította. Korán szerepet vállalt a magasabb szintű operációkutatási, matematikai programozási tárgyak oktatásában, ezek között többnek a kidolgozásában, átalakításában is részt vett. Vezető oktatóként hosszú ideig a Gazdaságmatematika és az Operációkutatás tárgyak felelőse volt.  A Szép Jenő által elindított Játékelmélet tárgyat továbbfejlesztette és évtizedeken keresztül tárgyfelelősként gondozta. A Budapesti Corvinus Egyetem Közgazdasági és Gazdaságinformatikai Doktori Iskola törzstagja és a BCE Gazdálkodástani Doktori Iskola oktatója. A mesterképzésben és a doktori képzésben is főleg játékelméleti és matematikai programozási kurzusai és témakiírásai voltak.
1985–1986-ban a Rutgers Egyetem (Camden, NJ, USA) Matematika tanszékének vendégprofesszora volt. 1989 és 1994 között több alkalommal, összesen két évet tanított a USC Business School Decision Sciences tanszékén vendégprofesszorként, egy éven keresztül a Business Statistics tárgyfelelőseként. 1991 és 2000 között akadémiai igazgatója volt a Budapesti Közgazdaságtudományi Egyetem és a London Business School közösen indított mini-MBA programjának. Ugyanezen időszak alatt az Indianai Egyetem (Bloomington, USA) Business Schooljának gondozásában futó Partnership Program megtervezésében és működtetésében vett részt vezető oktatóként.
Tankönyvírói munkássága is jelentős. Nemkonvex programozási és játékelméleti szakkönyveit magyar és külföldi egyetemeken máig használják. Operációkutatási és játékelméleti jegyzeteit folyamatosan megújítva tanította a Budapesti Corvinus Egyetem alap- és mesterkurzusaiban. 2005-ben és 2006-ban Pintér Miklóssal, Simonovits Andrással és Solymosi Tamással írták Játékelmélet és a Kooperatív játékelmélet című elektronikus jegyzeteiket. Szakterületei népszerűsítésével is foglalkozik, például a Magyar Tudományban (Mivel foglalkozik a játékelmélet, 2009), ), vagy a Panorama of Hungarian Mathematics in the Twentieth Century c. kötetben (Contribution of Hungarian Mathematicians to game theory, 2006). Krekó Béláról, Szép Jenőről, Martos Béláról, Neumann Jánosról és munkásságukról jelentek meg méltatásai a Szigma, a PUMA (Pure Mathematics and Applications) és a Közgazdasági Szemle folyóiratokban.

## Kutatói munkásságának legfontosabb eredményei
Tudományos munkásságának első szakaszában főleg a nemlineáris matematikai programozás elméleti kérdéseivel, módszereivel és alkalmazási lehetőségeivel foglalkozott. Első angol nyelvű közleményében, 1969-ben, a vegyes 0-1 egészértékű lineáris programozási feladat és egyes kvadratikus programozási feladatok közötti kapcsolatot vizsgálta. Ugyanebben az évben jelent meg a zéróösszegű kétszemélyes játékok és a lineáris programozás kapcsolatáról szóló tanulmánya. Nemkonvex programozási feladatok metszősík módszerrel történő megoldásáról szól 1972-es Acta Cybernetica cikke, kandidátusi értekezése is ezt a témát és közgazdasági alkalmazásait tárgyalja. Konferencia előadások és folyóirat publikációk sora előzi meg az 1978-ban megjelent Nemkonvex és diszkrét programozás című könyvét, amelyik sok éven keresztül számított a téma egyik magyar nyelvű alapművének. Tíz évvel később, 1988-ban jelentette meg az Akadémiai Kiadó a Nonconvex Programming című könyvet, amely a magyar kötet bővített, továbbfejlesztett kiadása. Az 1980-as években angol és magyar nyelvű cikkekben és tanulmányokban alkalmazta a játékelméleti és matematikai programozási módszereket döntéselméleti keretben, többcélú feladatok megoldására. Abaffy Józseffel (1993) és Joó Istvánnal (1999) írt cikkei a Journal of Optimization Theory and Applications és a Journal of Global Optimization neves folyóiratokban jelzik széleskörű érdeklődését és mutatják be újabb eredményeit egyes optimalizálási területeken. Ezután azonban érdeklődése szinte kizárólagosan a – már korábban is kimagasló szinten művelt – játékelméleti kutatások felé fordul.
A nemkooperatív játékok legfontosabb megoldási koncepciója a (közgazdasági Nobel emlékdíjjal elismert bevezetőjéről elnevezett) Nash-egyensúlypont. Elméleti és alkalmazási szempontból is kulcskérdés, hogy a Nash-egyensúlypont milyen modellekben és milyen feltételek mellett létezik. Forgó Ferenc egy 1994-es tanulmányában egy általa bevezetett általánosított konvexitás fogalom (CF-konvexitás) segítségével igazolta a korábbiakhoz képest gyengített feltételek mellett a Nash-egyensúlypont létezését. Alkalmazásként a Cournot-oligopólium tiszta Nash-egyensúlypontjára adott elegendő feltételt nemlineáris keresleti függvény és nemkonvex költségfüggvény esetén 1995-ben. A Nash-egyensúlypont és a kétfüggvényes minimax tételek kapcsolatát vizsgálta 1999-es cikkében.
A Nash-egyensúlyegyfajta általánosításai a korrelált egyensúlyok. Ezek célja, hogy egy semleges szereplő által adott, de a játékosokra nézve nem kötelező javaslatokkal minél nagyobb társadalmi hasznosságot lehessen elérni egyensúlyban. A Mathematical Social Sciences folyóiratban 2010-ben megjelent tanulmányában bevezette a puha korrelált egyensúly fogalmát, ami általánosítja a (közgazdasági Nobel emlékdíjjal elismert) Robert Aumann által elsőként javasolt korrelált egyensúlyt. Több későbbi munkájában (2011,  2014, 2017,  2019) igazolta, hogy különféle játéktípusokban (például a közismert „gyáva nyúl”, illetve „fogolydilemma” típusú többszereplős játékokban,  2020) a puha korrelált egyensúlyt eredményező „koordinációs protokoll” segítségével társadalmilag valóban a korábbiaknál hasznosabb egyensúlyi kimenetelek érhetők el anélkül, hogy a versengő játékosok szuverén döntéseit korlátoznánk.
Az együttműködést is megengedő helyzetek egyik alapvető játékelméleti modellje, illetve annak megoldása a Nash-alkuprobléma, illetve a Nash-alkumegoldás. 1984-ben megjelent munkájában Forgó Ferenc a Nash-alkumegoldás viselkedését vizsgálja akkor, ha az egyet nem értés büntetése tart a végtelenhez egy adott irány mentén. Az így kapott limit-Nash megoldás tulajdonságait, különböző nem-kooperatív alkujátékok egyensúlyi kimeneteleikénti implementációit, valamint a többkritériumú döntési problémák megoldásaival való szoros kapcsolatát több dolgozatban is vizsgálta (Szidarovszky Ferenccel 2000-ben, illetve Fülöp Jánossal 2008-ban közösen).
Az 1990-es évektől kezdve folyamatosan részt vett az Országos Tudományos Kutatási Alap (OTKA) és a Nemzeti Kutatási, Fejlesztési és Innovációs Alap (NKFI) pályázatain kutatásvezetőként vagy a kutatócsoport tagjaként. A sikeres pályázatok zöme játékelméleti témájú: Költségallokáció játékelméleti módszerei (OTKA, 1988-1990), Konvexitás általánosításai (OTKA 1995-1998),  Klímaváltozási tárgyalások játékelméleti modellezése (OTKA, 2000-2002),  Játékelmélet (OTKA, 2004-2007),  Játékelméleti kutatások (OTKA, 2008-2011),  Játékelmélet: az egyensúly és az elosztás számos arca (OTKA, 2012-2016), Játékelmélet: Koncepciók, módszerek, alkalmazások (NFKI, 2017-2021).
Kutatói munkásságának mindig fontos része volt a Matematikai és Számítástudományi Intézet, illetve a Matematika és az Operációkutatás tanszékek alkalmazói tevékenységébe történt bekapcsolódás. Az 1970-es, 1980-as években vállalati, főhatósági, minisztériumi megbízási munkák részese vagy vezetője. A megbízók között volt a Városépítési és Tervezési Intézet (VÁTI), az Országos Tervhivatal (OT), az Országos Vízügyi Hivatal (OVH), az Ipari Minisztérium, a Medicor és más vállalatok A projektek közgazdasági és gazdálkodási témákhoz kapcsolódtak: vállalati telephelyválasztás, ipari térségalkalmassági vizsgálatok,  beruházási tevékenységek ütemezése, licencvásárlásra, orvosi műszerek beszerzésére vonatkozó döntéshozatal, készletezési és termelésbiztonsági kérdések, a tanári munka hatékonyságának statisztikai elemzése. A felhasznált módszertan is változatos: lineáris és nem-lineáris programozási modellek, Bayes-i döntési modellek, sztochasztikus módszerek, gráfelméleti és játékelméleti eljárások. A 2000-es években nagy nemzetközi alkalmazási projektekben vállalt közreműködést, elsősorban a játékelméleti módszerek felhasználásával: a klímatárgyalások egy játékelméleti modelljének megoldására javasolt puha fa-korrelált egyensúly (2005) tekinthető a puha korrelált egyensúly (2010) előfutárának.
1997 és 2000 között Széchenyi professzori ösztöndíjas volt, 2011-ben a Budapesti Corvinus Egyetem Kutatási Kiválóság ösztöndíját nyerte el.

## Tudományos közéleti tevékenysége, elismerései
A Magyar Közgazdasági Társaság Matematikai-Közgazdasági Szakosztálya vezetőségének tagja 1973-tól, és egyben a Szigma matematikai-közgazdasági folyóirat szerkesztőbizottságának is tagja volt. A szakosztály 1989-ben megszűnt, a helyében alakult szakmai társaságok közül kettőben is vezető szerepet vállalt.1990-től a Gazdaságmodellezési Társaság tagja, 1990 és 1994 között elnöke, majd több ciklusban a vezetőség tagja. 2000-ben megkapta a Társaság Krekó Béla-díját.1991-től a Magyar Operációkutatási Társaságtagja, 1997 és 1999 között alelnöke, 2015-ben neki ítélték a Társaság Egerváry Jenő emlékérmét. Mindkét társaságban jelenleg is aktívan tevékenykedik.
A PUMA (Pure Mathematics and Applications) című, a Sienai Egyetem és a Corvinus Egyetem közösen indított nemzetközi folyóiratának és az Alkalmazott Matematikai Lapok szerkesztőbizottságának évtizedeken keresztül tagja. A Mathematical Programming Society és az Econometric Society tagja az 1970-es évektől nyugdíjba vonulásáig. Az MTA Operációkutatási Tudományos Bizottságának választott tagja több cikluson át. 1998-ban az oktatási minisztertől iskolateremtő munkásságért Szent-Györgyi Albert-díjat vehetett át, 2007-ben a köztársasági elnök a Magyar Köztársaság Arany Érdemkeresztjével tüntette ki.

## Legfontosabb publikációi
- Research Gate. Forgó Ferenc. Publications 84. Citations 454.[11]
- Az MTMT adatbázisában a publikációk száma 105, a független hivatkozások száma 453.[12]
- Introduction to the theory of games: Concepts, methods, applications (Szép Jenővel és Szidarovszky Ferenccel), 1999, Kluwer Academic Publishers, 339 o.
- Nemkonvex és diszkrét programozás, Közgazdasági és Jogi Kiadó, Budapest, 1978, 436 o.
- Bevezetés a játékelméletbe (Szép Jenővel), Közgazdasági és Jogi Kiadó, 1974, 313 o.
- Einführung in die Spieltheorie (Szép Jenővel közösen) Akadémiai Kiadó, Budapest, 1983, 292 o.
- Introduction to the Theory of Games (Szép Jenővel közösen) Akadémiai Kiadó, Budapest, 1985, 392 o.
- On Random Symmetric Bimatrix Games (társsszerző: Abaffy J.), International Game Theory Review, 2020, 22(3), 1-16. o.
- Exact enforcement value of soft correlated equilibrium for generalized chicken and prisoner’s dilemma games, Central European Journal of Operations Research, 2020, 28(1), 209-227.
- Kétkiszolgálós, nem növekvő, egyszerű, lineáris torlódási játékok puha korrelált egyensúlyának kényszerítési értékéről, Alkalmazott Matematikai Lapok, 2019, 36(1), 51-64.
- Korreláció, torlódási játékok, a gyáva nyúl játék, Szigma, 2017, 48(1-2), 47-68.
- Measuring the power of soft correlated equilibrium in 2-facility simple non-increasing linear congestion games, Central European Journal of Operations Research, 2014, 22(1), 139-155.
- Generalized correlated equilibrium for two-person games in extensive form with perfect information, Central European Journal of Operations Research, 2011, 19(2), 201-213.
- A generalization of correlated equilibrium: A new protocol, Mathematical Social Sciences, 2010, 60(3), 186-190.
- On the implementation of the L-Nash bargaining solution in two-person bargaining games (társszerző: Fülöp J.), Central European Journal of Operations Research, 2008, 16(4), 359-377.
- Az L-Nash megoldás implementációjáról kétszemélyes alkuproblémák esetén Szigma, 2006, 37(4), 113-125.
- Game theoretic models for climate change negotiations (társszerzők: Fülöp J., Prill M.), European Journal of Operational Research, 2005, 160(3), 252-267.
- On the relation between the Nash bargaining solution and the weighting method (társszerző: Szidarovszky F.), European Journal of Operational Research, 2003, 147(1), 108-116. o.
- Fixed point and equilibrium theorems in pseudoconvex spaces (társszerző: Joó I.), Journal of Global Optimization, 1999, 14(1), 27-54.
- A general nontopological two-function minimax theorem (társszerző: Joó I.), Archiv der Mathematik, 1998, 71(5), 376-383.
- On the existence of Nash equilibrium in n-person generalized concave games. Könyv: Komlósi S, *Rapcsák T, Schaible S. (ed) Generalized Convexity, Lecture Notes in Economics and Mathematical Systems 405, 1994. SpringerVerlag, Berlin, 53-61.
- Cournot Nash equilibrium in non-concave oligopoly games. Pure Mathematics and Applications, 1995, 6(2), 161-169.
- Globally Convergent Algorithm for Solving Nonlinear Equations (társszerző: Abaffy J.), Journal of * Optimization Theory and Applications, 1993, 77(2), 291-304.
- A Bayesian approach for updating weights of criteria for multicriteria decision problems (társszerző: G.J. Schick): Pure Mathematics and Applications, Ser. C. 1990, 2(3), 87-95.
- An iterative method for solving decomposable nonlinear equation systems, Pure Mathematics and Applications, Ser. B. 1990, 1(1), 67-71.
- Computer aided licence selection (társszerző: Temesi J.), Engineering Cost and Production Economics, 1987, 11(3) 161-170.
- A game theoretic approach for multicriteria decision making, Lecture Notes in Economics and Mathematical Systems 229, SpringerVerlag, 1984, 41-46.
- Döntés több kritérium alapján: egy játékelméleti megközelítés, Szigma, 1981, 15(1), 29-38.
- Egy speciális kvadratikus feladat megoldása, Szigma, 1975, 8(1), 53-59.
- Egészszámú programozási feladatok néhány transzformációja, Szigma, 1974, 7(4), 271-282.
- Cutting plane methods for solving nonconvex programming problems, Acta Cybernetica, 1972, 1(3), 171-192.* The Non-symmetric L-Nash Bargaining Solution. Abstract. In.: Optimization and Dynamics with Their Applications. Essays in Honor of Ferenc Szidarovszky. Springer. 2017.[13]